# Una donna per amico/Nessun dolore
Una donna per amico/Nessun dolore è il 20º singolo di Lucio Battisti, pubblicato nell'ottobre del 1978 dall'etichetta discografica Numero Uno.

## Descrizione
Una donna per amico/Nessun dolore raggiunse il primo posto della classifica italiana e fu il singolo più venduto del 1978.
Debuttò nella top-10 della classifica settimanale il 14 ottobre 1978 in terza posizione, e il 21 ottobre era già al primo posto; ci rimase fino a quando, il 13 gennaio 1979, fu scalzato da Meteor Man di Dee D. Jackson, e l'ultima settimana in cui comparve nella top-10 fu quella del 10 febbraio. In totale, il singolo rimase nella top-10 per 18 settimane, di cui 12 al primo posto.

### Una donna per amico
Il testo di Una donna per amico, scritto da Mogol, è dedicato a un'amica dell'autore di nome Adriana. Battisti ne incise una versione con il testo tradotto in lingua spagnola, dal titolo Una muchacha por amigo, che fu inserita in vari album tra cui, in Uruguay, Antología del 1979.
Nel 2020 partecipa al concorso radiofonico I Love My Radio, a cui hanno preso parte in totale 45 canzoni.
Cover:
- Fiorello – album I miei amici cantautori, 2000
- Sugarfree – album Argento, 2008

### Nessun dolore
Si pensa che il lato B Nessun dolore sia ispirato alla strumentale Scotch Machine dei francesi Voyage. La versione su singolo della traccia dura 6 minuti e 12 secondi. Ne uscirà anche una versione abbreviata a 4 minuti e 25 secondi in Le avventure di Lucio Battisti e Mogol.
Cover:
- Mina – album Rane supreme, 1987
- Giorgia – album Giorgia, 1994; Spirito libero - Viaggi di voce 1992-2008, 2008

La versione di Giorgia tra le 3 esistenti è quella che richiede più estensione vocale dal Re#2 al Do5
- Svetlana Tchernykh in russo con il titolo Я парня себе выбрала в подруги (album Черных поёт Баттисти), 2009

## Tracce
Lato A
1. Una donna per amico – 5:19 (Battisti - Mogol)

Lato B
1. Nessun dolore – 6:15 (Battisti - Mogol)

## Formazione

### Primo brano
- Lucio Battisti - voce
- Gerry Conway - batteria
- Frank Ricotti - percussioni
- Paul Westwood - basso
- Pip Williams - chitarra
- Geoff Westley - tastiera, cori, sintetizzatore

### Secondo brano
- Lucio Battisti - voce
- Gerry Conway - batteria
- Frank Ricotti - percussioni
- Paul Westwood - basso
- Pip Williams - chitarra
- Geoff Westley - tastiera, cori, sintetizzatore
- Chris Neil, Frank Musker, Dominic Bugatti - cori